# Аматуни, Габриэл
Габриэл Аматуни известный, как Габриэл Майор (? — 1795) — грузинский драматург, театральный деятель, актёр, режиссёр.

## Биография
В 1780-х годах был направлен царём Грузии Ираклием II для изучения военного дела в Россию, после окончания которой получил чин майора и возвратился на родину. Служил у царя Ираклия II командиром артиллерийского полка Грузинской армии.
В 1785 году организовал театр в Тифлисе, где ставились пьесы, главным образом, религиозного содержания. Руководил и работал актёром-комиком царского домашнего театра. Организовал первые городские театральные представления, в частности комедии.
Был автором пьес. Представления с его участием шли в Тифлисе и Телави.
Героически погиб в Крцанисской битве при защите Тифлиса во время нашествия орд Ага Мохаммеда Шаха Каджара.
Впервые в грузинской литературе, согласно данным учёных, его имя — Габриэл Сомехи, то есть Габриэл-армянин, было упомянуто в конце XVIII века поэтом Бесики в одном из его стихотворений.
Про него также писали И. Багратиони, А. Багратиони, А. Орбелиани, З. Чичинадзе. Многие грузины называли его «самым прекрасным лицом времени», потому что он сыграл большую роль в культурной жизни Грузии в конце XVIII столетия.